# George Michael
Georgios Kyriacos Panayiotou (řecky Γεώργιος Κυριάκος Παναγιώτου, Georgios Kyriakos Panajiotu), pozdějším jménem George Michael (25. června 1963 Londýn – 25. prosince 2016 Goring, Oxfordshire), byl britský zpěvák, skladatel a producent s kyperskými kořeny. V letech 1981 až 1986 působil společně s Andrewem Ridgeleym v popové skupině Wham!, která se proslavila hity jako „Wake Me Up Before You Go-Go“, „Freedom“, „I'm Your Man“, „The Edge of Heaven“ či „Last Christmas“. Později se vydal na dráhu sólového zpěváka ovlivněného soulem a rhythm and blues, se skladbami jako „Jesus to a Child“ nebo „Fastlove“ či duetem s Eltonem Johnem „Don't Let the Sun Go Down on Me“. Za svou kariéru prodal více než 100 milionů hudebních nosičů, získal tři ceny Brit Awards a dvě Grammy. V roce 2023 byl posmrtně uveden do Rock and Roll Hall of Fame.

## Život
Narodil se roku 1963 v severním Londýně. Jeho otec Kyriakos Panajiotu byl řecko-kyperský přistěhovalec a majitel restaurace, matka Lesley Angold-Harrisonová bývala tanečnicí (v roce 1997 zemřela na rakovinu). V rozhovoru pro BBC v roce 2007 uvedl, že jeho zájem o hudbu se probudil v osmi letech.

### Hudební kariéra

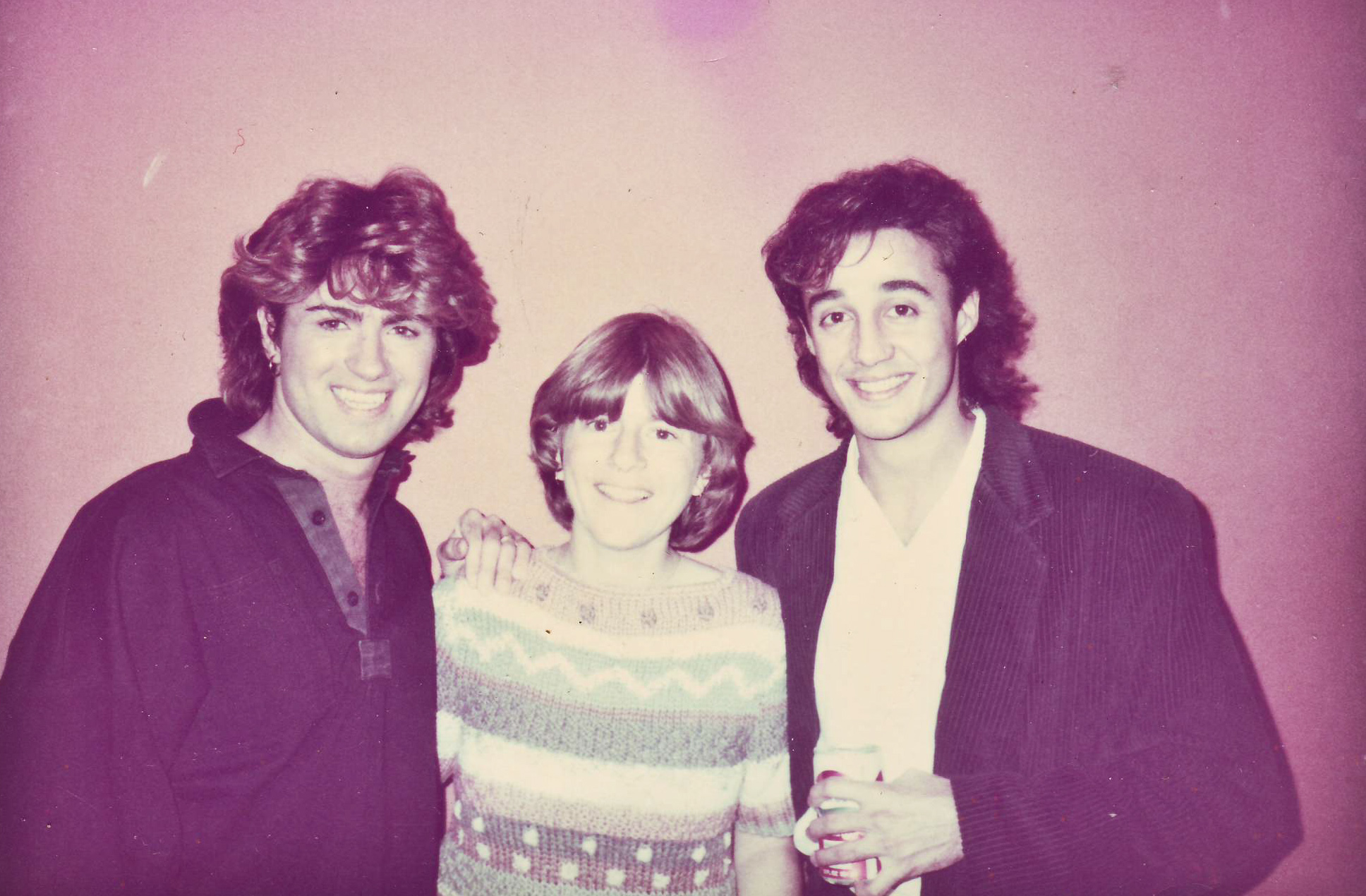
George Michael, Louise Palanker a Andrew Ridgeley, rok 1984 nebo 1985

Vystupoval jako DJ. Svou pěveckou kariéru začal se ska kapelou The Executive, kterou založil se spolužákem Andrewem Ridgeleym. Ta ovšem vydržela jen krátce. Proslavil se až po založení skupiny Wham! v roce 1981. Kapela těžila z nastupujícího žánru videoklipů a za svou pětiletou existenci celosvětově prodala přes 25 milionů nahrávek. Mezi její hity patřily „Wake Me Up Before You Go-Go“, vánoční „Last Christmas“, „Freedom“, „I'm Your Man“ či „The Edge of Heaven“. V roce 1986 se však rozpadla a George Michael se vydal na sólovou dráhu. Už v roce 1984 vydal úspěšný singl „Careless Whisper“, v roce 1986 přidal „A Different Corner“, téhož roku s Arethou Franklinovou „I Knew You Were Waiting (For Me)“.
Debutové sólové album s názvem Faith s hitem „One More Try“ mu vyšlo v roce 1987 a vyhrálo Grammy v kategorii Nejlepší album roku. 21 milionů (v USA více než 10 mil.) prodaných kusů ho zařadilo na 52. místo v žebříčku nejprodávanějších desek všech dob v USA. Časopis Rolling Stone album v roce 2012 zařadil na 472. příčce mezi nejlepšími 500 alby. Po celém světě se prodalo více než 85 mil. jeho nahrávek, George Michael byl nejvíce hraným interpretem britských rádií za uplynulých 20 let.
V roce 1991 se stal úspěšným jeho duet s Eltonem Johnem „Don't Let the Sun Go Down on Me“. Dne 20. dubna 1992 vystoupil ve Wembley se skupinou Queen na benefičním vzpomínkovém koncertě Freddie Mercury Tribute k poctě jejího zesnulého zpěváka Freddieho Mercuryho. Zde zazpíval tři písně z repertoáru Queen: „’39“, „These Are the Days of Our Lives“ (s Lisou Stansfieldovou) a „Somebody to Love“, která se znovu i v jeho podání stala velkým hitem. Z tohoto vystoupení vyšel záznam Five Live. Následovaly spekulace o stálém angažmá George Michaela jako zpěváka Queen, které se však ukázaly jako liché.

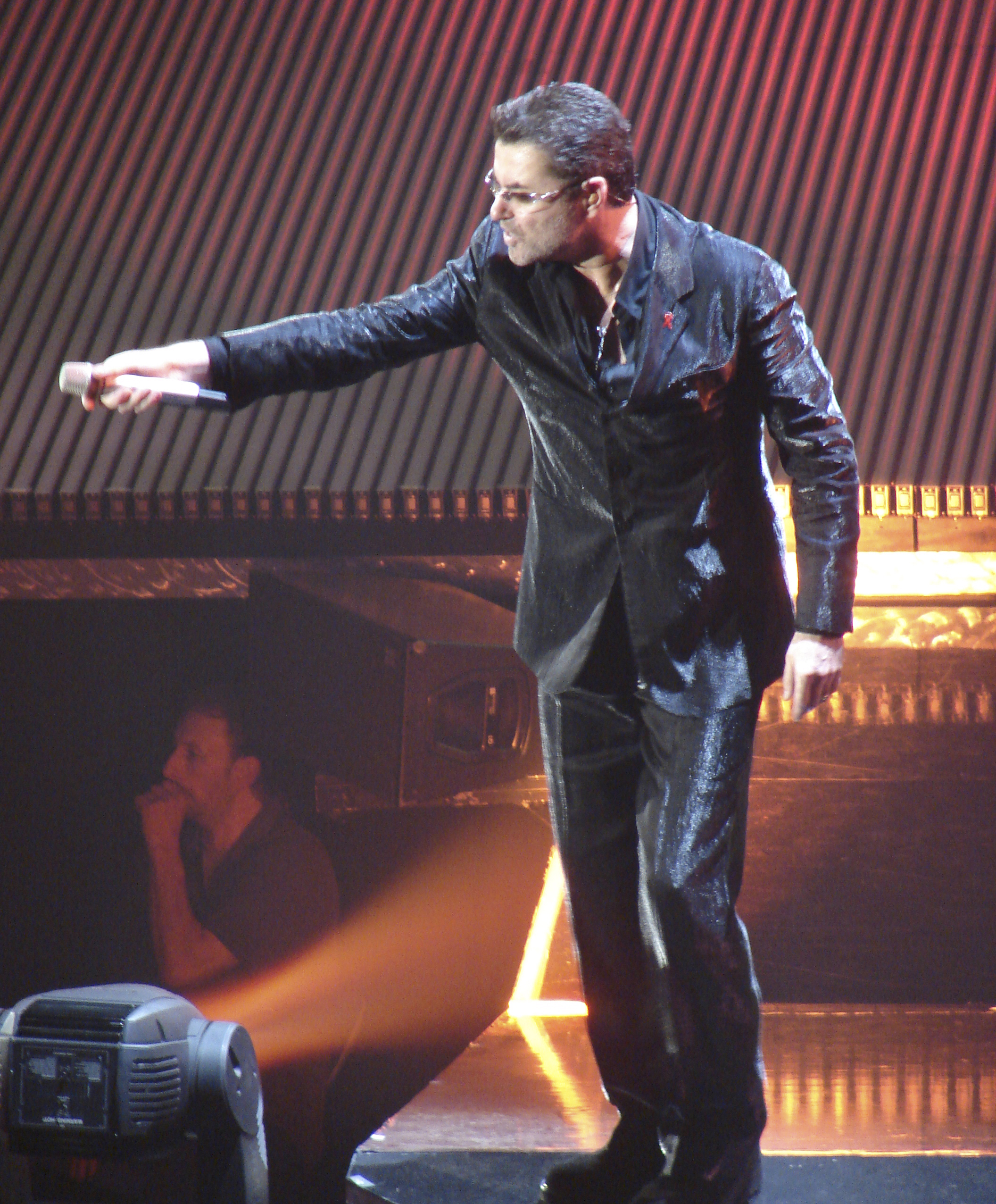
George Michael na koncertu v Antverpách v Belgii (2006)

Své poslední album s názvem Symphonica vydal v roce 2014. V posledním období před smrtí pracoval na dokumentárním filmu Freedom, který byl plánován k premiérovému uvedení na rok 2017.

#### Vystoupení v Česku
V Česku vystoupil George Michael dvakrát v roce 2011 v rámci turné s Českým národním symfonickým orchestrem, které ho inspirovalo k nahrání svého posledního alba Symphonica.

### Soukromý život
Provázely ho i skandály. V roce 1998 ho v Los Angeles zatkla policie na veřejných toaletách. Tehdy Michael zveřejnil svou homosexuální orientaci. V roce 2010 byl odsouzen k osmi týdnům vězení za řízení vozu pod vlivem drog, držení marihuany a způsobení nehody.
V druhé dekádě 21. století trpěl opakovaně zdravotními potížemi, několikrát byl hospitalizován. V roce 2011 byl v rakouské nemocnici s těžkým zápalem plic, když onemocněl uprostřed svého evropského turné. Upadl tehdy i do komatu a lékaři mu museli provést tracheotomii. V roce 2013 v Anglii vypadl z jedoucího auta na dálnici. Další hospitalizaci absolvoval v květnu 2014. V noci z neděle 25. na pondělí 26. prosince 2016 stanice BBC uvedla s odvoláním na zpěvákova vydavatele, že George Michael zemřel ve věku 53 let na dilatační kardiomyopatii s myokarditidou a ztučněním jater. Byl pohřben na londýnském hřbitově Highgate.

## Diskografie
Vedle studiových a jiných alb mu vyšlo také přes 50 singlů (včetně těch s kapelou Wham!) a asi 35 videoklipů.

### Studiová alba
- Faith (1987)
- Listen Without Prejudice Vol. 1 (1990)
- Older (1996)
- Songs from the Last Century (1999)
- Patience (2004)

### Kompilace a živé nahrávky
- Ladies & Gentlemen: The Best of George Michael (1998)
- Twenty Five (2006; výběrové album vydané u příležitosti 25. výročí působení v hudebním průmyslu)
- Symphonica (2014)

### EP
- Five Live (1993)

## Turné
- The Faith Tour (1988–1989)
- Cover to Cover Tour (1991)
- 25 Live (2006–2008)
- George Michael Live in Australia (2010)
- Symphonica Tour (2011–2012)